# Mania: Historia pracownicy fabryki papierosów
Mania: Historia pracownicy fabryki papierosów – niemiecki film niemy z 1918 roku. W roli głównej wystąpiła polska aktorka Pola Negri, dla której film ten stał się początkiem zagranicznej kariery.

## Fabuła
Mania Walkowska, pracownica fabryki papierosów, zostaje wybrana na modelkę, która znajdzie się na plakacie reklamowym nowej marki papierosów. Autorem plakatu ma być artysta malarz – Alex. U niego Mania poznaje młodego kompozytora, Hansa van den Hofa, w którym zakochuje się z wzajemnością. Tymczasem jej wizerunek na plakacie zwraca uwagę Morellego – bogatego i wpływowego mecenasa sztuki. Zaintrygowany jej urodą, urządza wielki bal, na który ją zaprasza. W trakcie zabawy bezskutecznie usiłuje ją uwieść. Wściekły Morelli postanawia się zemścić i, poprzez swoje wpływy, uniemożliwić jej ukochanemu wystawienie jego opery Mania w berlińskiej filharmonii. Przerażona Mania błaga Morellego, by pomógł Hansowi. Ten zgadza się pod warunkiem, że zostanie jego kochanką. Dziewczyna ulega. Dyrektor filharmonii, Dreyer, zgadza się ostatecznie na wystawienie dzieła Hansa. Kompozytor zmienia jednak tytuł swojego dzieła na Tarantella. Na premierze miejsca w loży honorowej zajmują Mania i Morelli. W przerwie Mania spotyka się z Hansem i próbuje wyjaśnić mu, że go kocha, a z Morellim związała się tylko po to, by pomóc Hansowi wystawić operę. Kompozytor nie chce jej słuchać. Zrozpaczona Mania zamyka w garderobie tancerkę, przebiera się za nią i zajmuje jej miejsce na scenie. Zamienia również rekwizyt – atrapę rewolweru - na prawdziwą broń...

## Obsada
- Pola Negri jako Mania
- Werner Hollmann jako Morelli
- Arthur Schröder jako Hans van den Hof, kompozytor
- Ernst Wendt jako Alex, malarz

## Dodatkowe informacje o filmie
Film przez wiele lat był uznawany za  zaginiony. W 2006 roku Filmoteka Narodowa odkupiła kopię filmu od czeskiego kolekcjonera, a następnie poddała ją kompleksowej rekonstrukcji w ramach projektu „Konserwacja i digitalizacja przedwojennych filmów fabularnych w Filmotece Narodowej w Warszawie” współfinansowanego ze środków Europejskiego Funduszu Rozwoju Regionalnego w ramach XI Priorytetu „Kultura i dziedzictwo kulturowe” Programu Operacyjnego Infrastruktura i Środowisko. 
Zrekonstruowany cyfrowo film „Mania. Historia pracownicy fabryki papierosów” został zaprezentowany 4 września 2011 w Filharmonii Narodowej w Warszawie. Pokazowi towarzyszyła grana na żywo muzyka skomponowana przez Jerzego Maksymiuka.